# 98 Aquarii
98 Aquarii is een reuzenster in het sterrenbeeld Waterman. Dankzij de satelliet Hipparcos weten we dat de ster op 163,4 lichtjaar van de aarde staat.